# 多布列茨科耶湖
多布列茨科耶湖（俄語：Озеро Добрецкое）或口无湖（日语：／）是萨哈林州科尔萨科夫区的湖，位于圖奈恰湖南，面积0.6平方公里，集水面积6.6平方公里。